# Lei Glass–Steagall
A expressão lei Glass-Steagall  (em inglês, Glass–Steagall Act) geralmente se refere a quatro disposições contidas na Lei dos Bancos (U.S. Banking Act), promulgada nos Estados Unidos em 1933 e que limitava os títulos emitidos por bancos comerciais, bem como as atividades e afiliações de bancos comerciais e financeiras. A lei também instituiu a Federal Deposit Insurance Corporation, uma agência garantidora de depósitos. 
Foi promulgada pela administração de Franklin D. Roosevelt para, basicamente, evitar um colapso financeiro sistêmico (como aquele ocorrido em 1929). 
A Glass-Stegall propiciou condições para um processo de alavancagem mais condizente com as necessidades das corporações industriais (não financeiras). 
A 12 de novembro de 1999, a lei foi completamente revogada pelo lobby do setor financeiro junto ao Congresso Estadunidense, sendo então substituída pela   Lei Gramm–Leach–Bliley (Gramm–Leach–Bliley Act ou Financial Services Modernization Act). A revogação da Glass-Stegall removeu a separação que antes existia entre os bancos comerciais e  os bancos de investimento, os quais, fundamentalmente, especulam com títulos mobiliários.
Durante sua vigência, os dispositivos da Glass-Stegall impuseram a total desvinculação da banca comercial da banca de investimento - sendo a primeira submetida a regulação específica, como forma de proteger os recursos aplicados pelos poupadores, no que diz respeito ao recolhimento de cauções nas operações de compensação bancária. 
A lei  Glass-Stegall  tratou da regulação de um sistema bancário normatizado e segmentado nas figuras do banco central (como emprestador de última instância), do banco comercial, do banco de investimento, das sociedades de poupança e empréstimo (caixas econômicas), das companhias de factoring e das corretoras de valores - estas últimas atuando em bolsa e submetidas ao monitoramento de uma agência governamental específica no que concerne ao lançamento primário de papéis na bolsa. O conselho administrativo dos bancos não poderia, de forma alguma, participar de conselhos administrativos associados ao setor não financeiro da economia (empresas, corporações e governos). 
A Glass-Steagall também continha dispositivos que visavam combater a cartelização bancária (a lei Sherman Antitruste ou, em inglês, Sherman Act   terminou por ser estendida ao setor  financeiro da economia). Havia o temor de que, por conta dessa cartelização, o processo desregulado, associado às alavancagens de vulto, desacoplasse o sistema financeiro da função "finanças industrializantes". De fato, isto se transformou em evidência empírica nos anos que se seguiram a 2008.

## Consequências associadas à revogação da lei Glass-Steagall
- O aparecimento da figura dos derivativos (grandes somas de recursos aplicadas junto ao valor esperado de preço associado aos ativos das mais variadas formas e/ou matizes - café, petróleo, minérios, soja, etc). Cabe destacar que estas "apostas" junto aos mercados futuros são manejadas por super-computadores pré-programados com modelos matemáticos.

- O surgimento dos derivativos financeiros (eles "derivam" seu valor do movimento randômico associado ao preço das moedas, das ações e dos seguros ("opções", "futuros", "swaps", etc.)

- O desenvolvimento das equações que precificam os riscos (equações diferenciais estocásticas de tempo discreto). Segue a definição de Sholes para os derivativos: "um aspirador gigante que suga todas as moedas do mundo" (Em "One Trillion Bet", programa nº 2704 da série televisiva "NOVA", PBS 8200).

- O aparecimento da figura do super-banco múltiplo (com suas inúmeras carteiras de risco em exigíveis, não-exigíveis e de temporalidades distintas). A título de exemplo: [1]

- O debate centrou-se sobre se a ausência de Glass-Steagall levou a um declínio nos padrões de subscrição. Um estudo descobriu que os valores mobiliários emitidos através de bancos universais tinham "uma taxa de inadimplência significativamente maior" em comparação com aqueles emitidos por empresas de investimento.[2]

Valores em USD (US$) - junho de 2007
Banco: J P Morgan Chase & Co. 
            
Valor dos ativos: 1,458 trilhão

Derivativos: 80,388 trilhões
Banco: Bank of America Corporation 
                         
Valor dos ativos: 1,538 trilhão

Derivativos: 30,341 trilhões 
Valores em USD (US$) - junho de 2011
Banco: J P Morgan Chase & Co.

Valor dos ativos: 2,267 trilhões  
           
Derivativos:  78,977 trilhões 

Banco: Bank of America Corporation 
                       
Valor dos ativos:2,264 trilhões    
         
Derivativos: 74,811  trilhões 

- Desvinculação entre setor financeiro e setor não financeiro pela desvirtuação da função de bem-estar associada ao uso da moeda.

- A ocorrência das bolhas especulativas, a intermitência das "paradas súbitas" (credit crunch ou aperto do crédito).

- A prática dos resgates pelas autoridades monetárias (cujos custos serão transferidos para os contribuintes).

- A emergência da "economia zumbi" : como os bancos sabem que os governos estão dispostos a resgatá-los,  mantêm a prática irresponsável de conceder empréstimos de grande vulto, porém extremamente arriscados

- A armadilha da liquidez keynesiana ou ainda a prática dos juros nominais básicos ao nível de zero com a consequente perda de função da política para a moeda e o crédito.